# 187년

## 연호
- 후한(後漢) 중평(中平) 4년

## 기년
- 후한(後漢) 영제(靈帝) 20년
- 신라(新羅) 벌휴 이사금(伐休泥師今) 4년
- 고구려(高句麗) 고국천왕(故國川王) 9년
- 백제(百濟) 초고왕(肖古王) 22년

## 사건
- 음력 3월, 벌휴 이사금, 주군(州郡)에 명령을 내려, 토목(土木)의 일을 벌여 이로써 농사지을 시간을 빼앗는 것을 금지하였다.
- 음력 10월, 신라 북녘 땅에 눈이 크게 내려, 깊이가 한 길〔丈 〕에 달했다.

## 탄생
- 위의 초대 황제 조비(曹丕)
- 촉의 군사 마량

## 참고 문헌
- 김부식 (1145), 《삼국사기》 〈권2〉 벌휴 이사금 조(條)